# Carlos Saavedra Lamas
Carlos Saavedra Lamas (Buenos Aires, 1º novembre 1878 – Buenos Aires, 5 maggio 1959) è stato un giurista e politico argentino.

## Biografia
Fu giurista e politico argentino. Era pronipote di Cornelio Saavedra, presidente della Primera Junta, il primo governo della Repubblica Argentina nel 1810.
Si laureò in legge all'Università di Buenos Aires nel 1901 ed iniziò la carriera accademica dopo un corso di perfezionamento a Parigi.
Fu più volte ministro della Repubblica Argentina, Ministro della Giustizia e della Pubblica Istruzione nel 1915 e Ministro degli Esteri e del culto dal 1933 al 1938 nel governo di Agustín P. Justo. Nel 1933 propose e negoziò il "Patto contro la guerra", chiamato anche Pacto antibélico Saavedra Lamas e firmato da 21 nazioni, prevalentemente latino americane e da Stati Uniti ed Italia. Si impegnò nella redazione di leggi nel campo del diritto del lavoro, dell'immigrazione, del diritto di asilo e per gli arbitrati internazionali. Fece rientrare nella Società delle Nazioni il suo paese nel 1933 dopo l'uscita del 1920.
Nel 1936 Saavedra fu eletto Presidente dell'Assemblea della Società delle Nazioni ed ebbe il Premio Nobel per la Pace, per la prima volta assegnato al di fuori di Europa e Nord America.
Il motivo principale dell'assegnazione del premio fu la sua opera di mediazione durante la Guerra del Chaco fra Paraguay e Bolivia che durò tre anni dal 1932 al 1935. L'armistizio del 12 luglio 1935 divenne accordo di pace il 21 luglio 1938 attraverso il lavoro del comitato di mediazione internazionale (Brasile, Cile, Perù, Uruguay e Stati Uniti) organizzato e presieduto da lui. Lo sforzo di mediazione fu contornato di numerose iniziative per la pace in America Latina e in accordi e patti che resero stabile il continente. La sua posizione rappresentò una valida alternativa alla Dottrina Monroe.
Da esperto di diritto internazionale, proseguendo la strada intrapresa da Luis Maria Drago, si specializzò in arbitraggi internazionali, fu membro della corte permanente di arbitrato dell'Aia.
Si ritirò dalla vita politica per tornare all'università. Dal 1941 al 1943 fu rettore della Università di Buenos Aires.
Giace nel cimitero della Recoleta a Buenos Aires.